# Ilyoplax frater
Ilyoplax frater is een krabbensoort uit de familie van de Dotillidae. De wetenschappelijke naam van de soort is voor het eerst geldig gepubliceerd in 1919 door Kemp.